# Association Sporta Evere Kraainem 1972
Dernière mise à jour : 20 janvier 2022.
L' Association Sporta Evere Kraainem 1972 ou plus communément ASEK 72, anciennement Sporting Kraainem'72 (Kraainem'72) est un ancien club de handball belge qui était basé dans la ville de Kraainem, au nord-est de Bruxelles et était porteur du matricule 148.
Le club est en fait issue de la fusion entre le Sporta Evere (matricule 46) et donc le Sporting Kraainem'72  (matricule 148), le nouveau club formé préserve la matricule du Sporting.
Le matricule disparaît pour de bon en 2004 lors de la fusion entre l' ASEK 72 et le FOHC-ULC (matricule 547) pour former le Fémina ASKO (matricule 547), qui deviendra l'actuel Brussels HC, à la suite d'une nouvelle fusion avec le HC Evere .

## 1972-1993: Le Anderlecht'72, puis le Kraainem'72
Le club fut fondé en 1972 par quatre anciens joueurs du Crossing Schaerbeek à savoir Jean Delpire, le premier entraîneur, René Bura, Pierrot Philippot et Louis Smeets, tous anciens internationaux.
Le club fut fondé à Anderlecht sous l'appellation d' Anderlecht'72, et obtient le matricule 148, avec directement trois titres consécutifs, le club monta très vite en puissance et en 1974, pour des raisons de déplacement le club déménagea à Kraainem, commune d'origine de Jean Delpire.
Dès lors le club se renomma Sporting Kraainem 1972 ou plus communément Kraainem'72, et lors de cette saison 1974/1975, le club accéda à l'élite où il évolua lors de deux saisons, faisant même appel à des joueurs étrangers.
Puis ce fut la descente mais Kraainem se releva vite et revient parmi les grands du royaume lors de la saison 1984/1985 mais cette saison ne fut que synonyme d'aller retour pour les jaunes et bleu.
Une descendante au deuxième niveau que le Sporting Kraainem'72 eut du mal à assumer puisque le club culbute en division 3, au terme d'une saison catastrophique où le club ne parvient qu'à prendre que quatre points sur les quarante-quatre.
Le club fait alors appel à Dany De Pauw pour reconstruire une équipe solide et qui sans grandes ambitions, lors de la saison 1987/1988, termina deuxième, derrière le club du SL Huy et ce fut bien évidemment la montée que visait le club la saison suivante, une ambition qui se réalisa et ainsi Kraaiem retrouva l'antichambre de l'élite.
En division 2, se basant sur leur bonne école de jeunes, Kraainem occupait une bonne place au début des années 1990 dans le monde du handball bruxellois.

## 1993-2006: L'ASEK 72
Mais en 1993, le Sporta Evere, pensionnaire de division 1, descendit en division 2 et des discussions débutèrent dans la perspective que les deux formations unissent leurs forces dans le but de créer un club de haut niveau à Bruxelles.
Cependant peu de joueurs qui faisait partie du noyau du Sporta Evere, restèrent et malgré un bon début de saison, les résultats furent décevant et obligèrent Jef Princen à démissionner et à être remplacé par Philippe Jolivet mais le club veut cependant rester avant tout de chose compétitif. 

### La fusion et la postérité

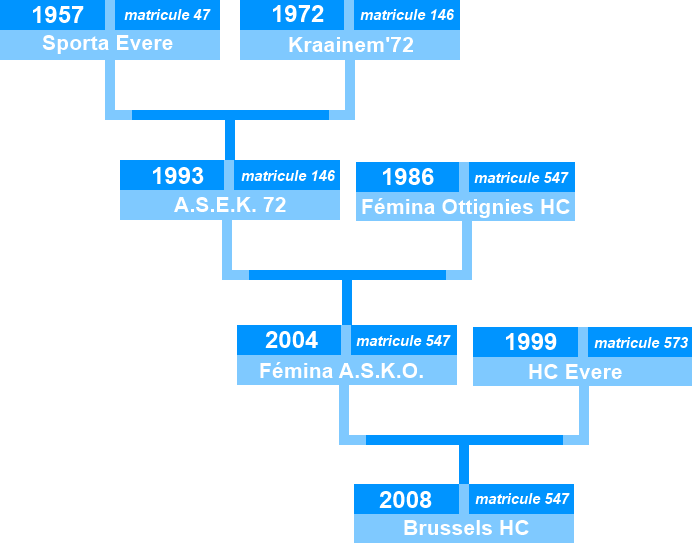
Repère historique - Fusions ayant conçu le Brussels HC.

## Parcours
| Anderlecht'72 |            |          |                |
| 1972-1973     | Promotion  | Champion | ?              |
| 1973-1974     | Division 3 | Champion | ?              |
| Kraainem'72   |            |          |                |
| 1974-1975     | Division 2 | Champion | ?              |
| 1975-1976     | Division 1 | 9e       | ?              |
| 1976-1977     | Division 1 | 12e      | ?              |
| 1977-1978     | Division 2 | 8e       | ?              |
| 1978-1979     | Division 2 | ?        | ?              |
| 1979-1980     | Division 2 | ?        | ?              |
| 1980-1981     | Division 2 | ?        | ?              |
| 1981-1982     | Division 2 | ?        | ?              |
| 1982-1983     | Division 2 | ?        | ?              |
| 1983-1984     | Division 1 | 12e      | ?              |
| 1984-1985     | Division 2 | 11e      | ?              |
| 1985-1986     | Division 2 | ?        | ?              |
| 1986-1987     | Division 2 | ?        | ?              |
| 1987-1988     | Division 3 | 2        | ?              |
| 1988-1989     | Division 3 | Champion | ?              |
| 1989-1990     | Division 2 | ?        | ?              |
| 1990-1991     | Division 2 | ?        | ?              |
| 1991-1992     | Division 2 | ?        | ?              |
| 1992-1993     | ?          | ?        | ?              |
| A.S.E.K. 72   |            |          |                |
| 1988-1989     | Division 3 | Champion | ?              |
| 1989-1990     | Division 2 | ?        | ?              |
| 1990-1991     | Division 2 | ?        | ?              |
| 1991-1992     | Division 2 | ?        | 1/16 de finale |
| 1992-1993     | Division 2 | ?        | ?              |
| 1993-1994     | Division 2 | ?        | ?              |
| 1994-1995     | Division 2 | ?        | ?              |
| 1995-1996     | Division 2 | ?        | ?              |
| 1996-1997     | Division 2 | ?        | ?              |
| 1997-1998     | ?          | ?        | ?              |
| 1998-1999     | Division 3 | 1er      | ?              |
| 1999-2000     | Division 2 | ?        | ?              |
| 2001-2002     | Division 2 | ?        | ?              |
| 2002-2003     | Division 2 | ?        | ?              |
| 2003-2004     | Division 2 | ?        | ?              |

## Joueurs célèbres
- Joseph Delpire